# 구니야역
구니야역(일본어: 国谷駅)은 일본 도치기현 시모쓰가군 미부정에 있는 도부 철도 우쓰노미야 선의 역이다. 역 번호는 TN 34이다.

## 역 구조
상대식 승강장 2면 2선의 지상역이다. 역사는 목조에서 도부 우쓰노미야 방향 측에 있어 도치기 방향 쪽은 구내 건널목에서 연결된다. PASMO 대응 간이 IC카드 개찰기가 설치되어 있다.
폐색 교행 시대의 흔적, 승강장은 상하행 열차의 정지 위치 목표를 근접시키는 갈지자식 배치이다.

### 승강장
| 번호 | 노선          | 방향 | 행선                 |
| ---- | ------------- | ---- | -------------------- |
| 1    | 우쓰노미야 선 | 하행 | 도부 우쓰노미야 방면 |
| 2    | 우쓰노미야 선 | 상행 | 도치기 방면          |

## 역 주변
- 미부 정 종합 공원
  - 미부 정 장난감 박물관
  - 미부 하이웨이 파크(하이웨이 오아시스)
- 미부 정 평생 학습관
- 미부 정립 미부히가시 초등학교
- 미부 우체국
- 히바리가오카 단지
- 호시노미야 컨트리 클럽

## 역사
- 1931년 8월 11일: 영업 개시.

## 사진

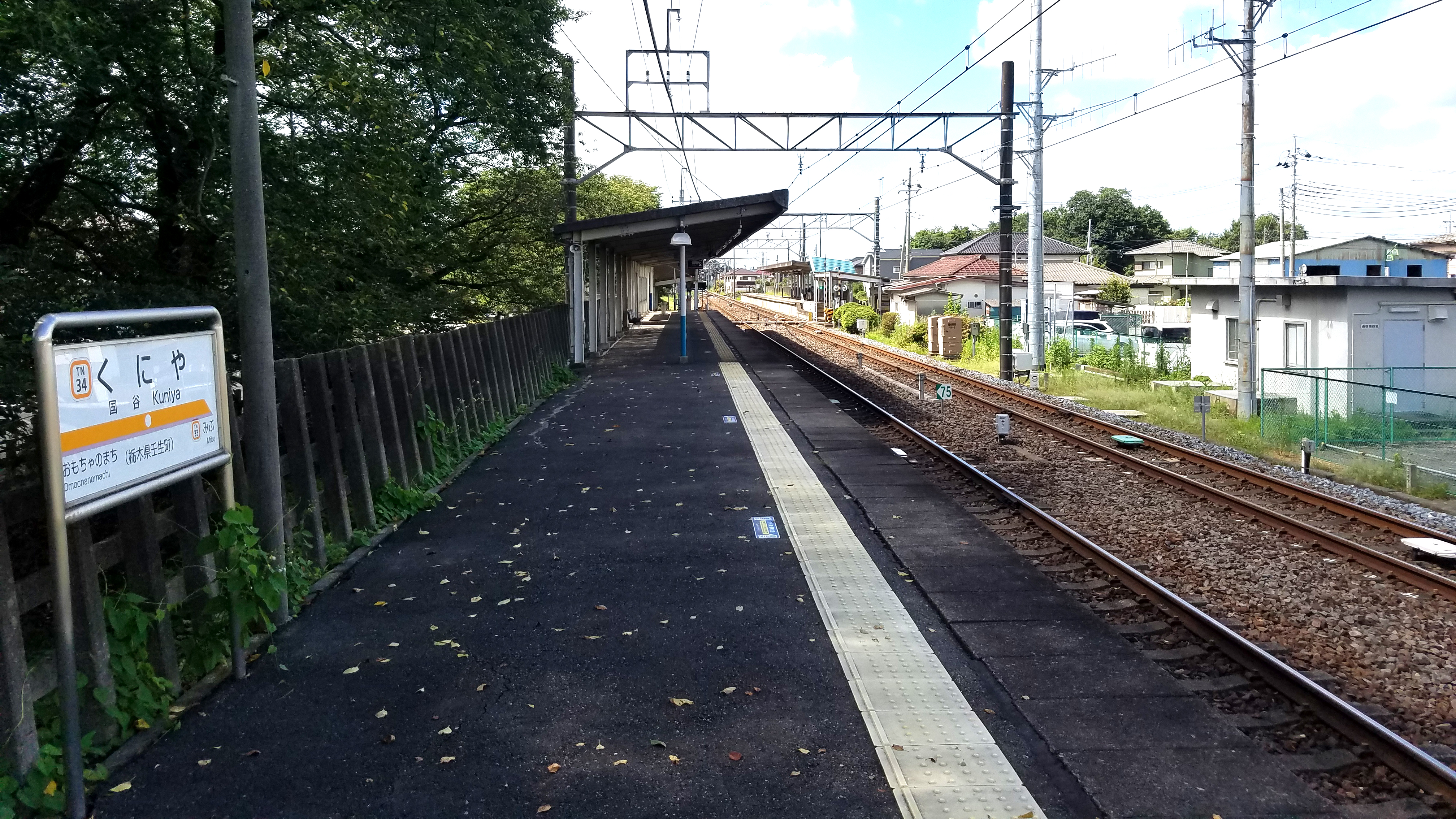
상행(신토치기 방면) 승강장(2021년 8월)
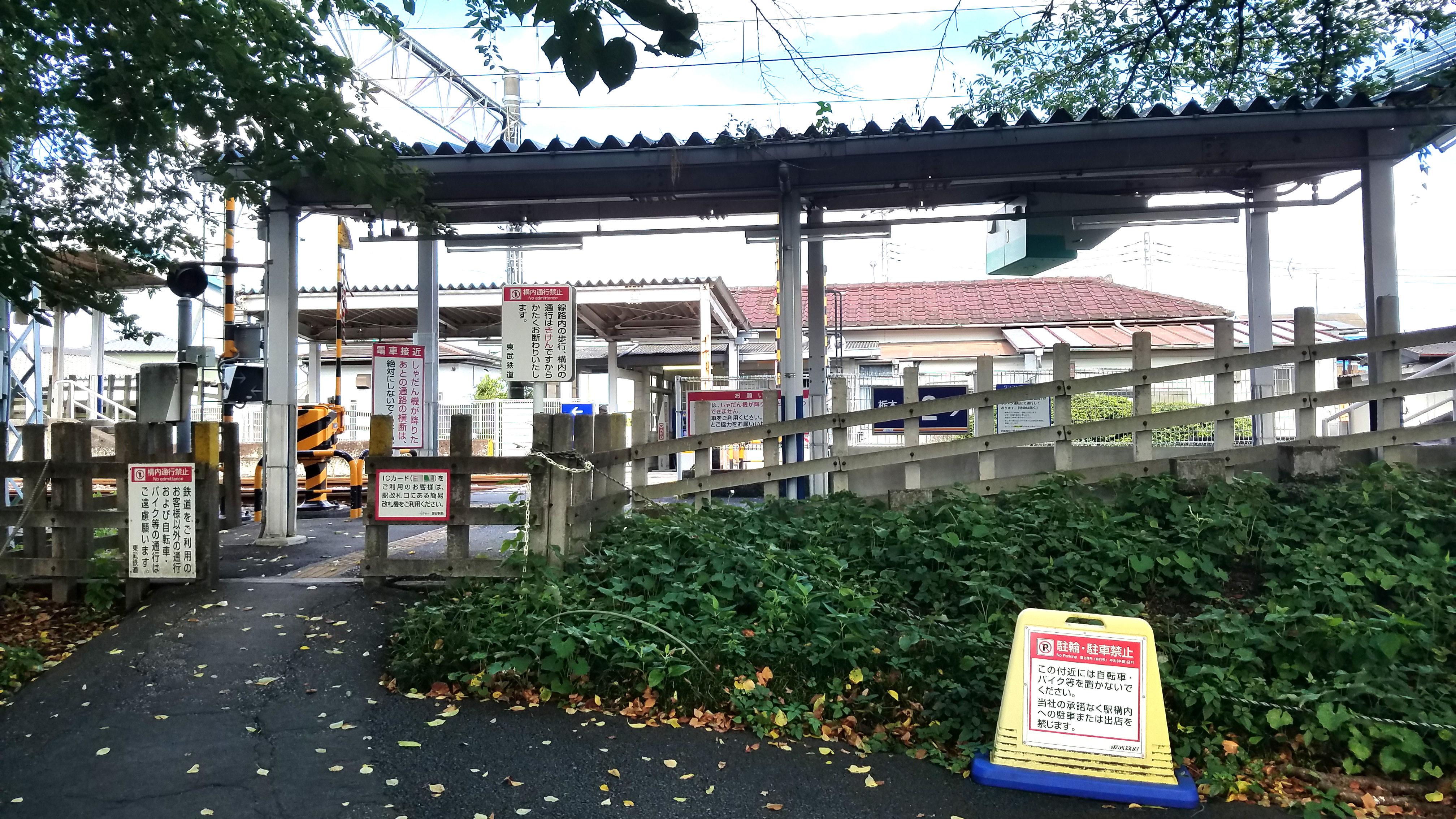
동쪽 출입구(2021년 8월)
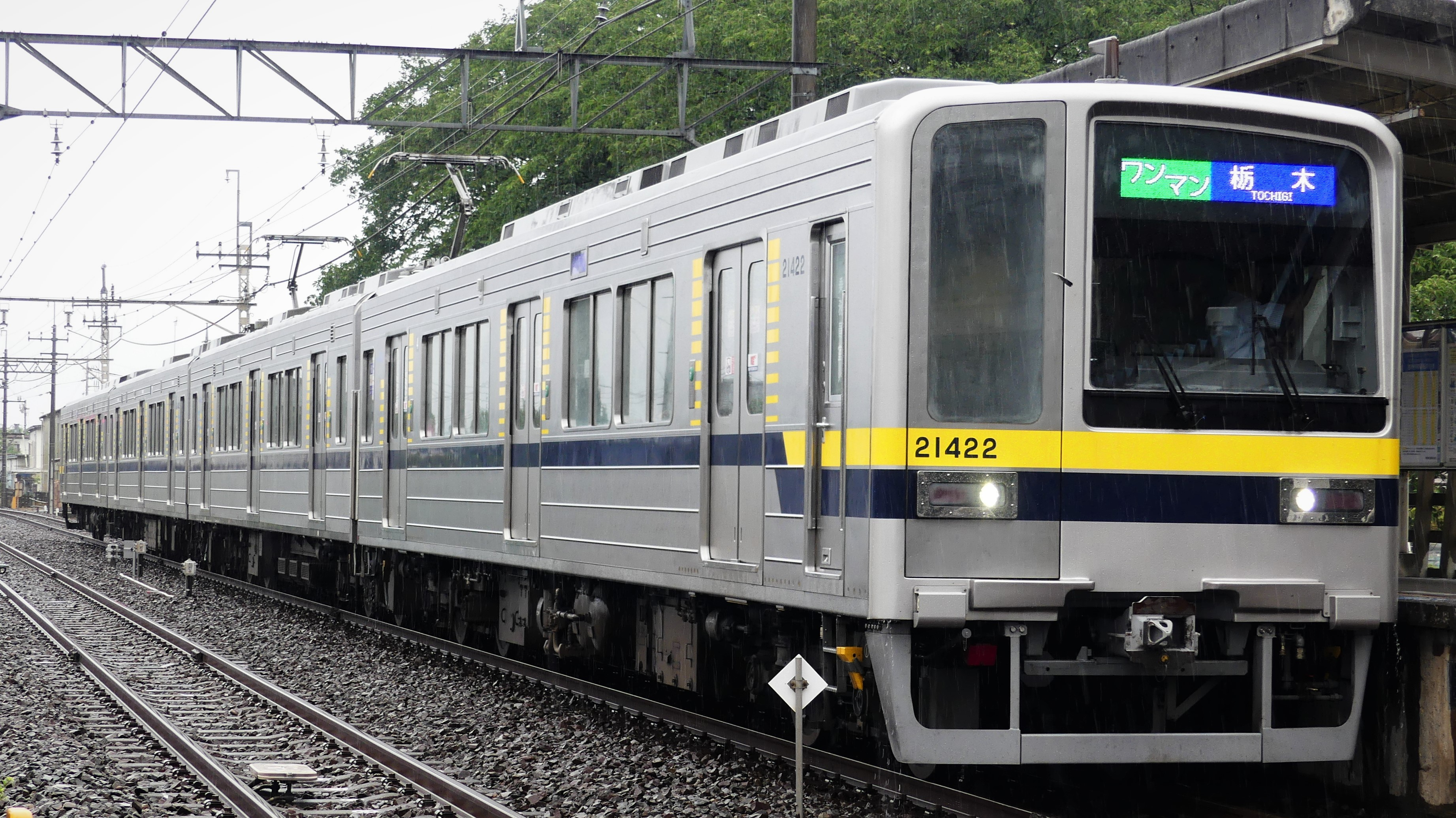
구니야역에 정차하는 상행 전철 모습(2019년 6월)

## 인접역
| 도부 철도 우쓰노미야 선 | 도부 철도 우쓰노미야 선 | 도부 철도 우쓰노미야 선                 |
| ----------------------- | ----------------------- | --------------------------------------- |
| TN 33 미부 도치기 방면  |                         | 오모차노마치 TN 35 도부 우쓰노미야 방면 |